# Blockskapania
Blockskapania (Scapania gracilis) är en levermossart som beskrevs av Sextus Otto Lindberg. Blockskapania ingår i släktet skapanior, och familjen Scapaniaceae. Enligt den svenska rödlistan är arten sårbar i Sverige. Arten förekommer i Götaland och Övre Norrland. Artens livsmiljö är skogslandskap.